# 브라이언 스테파넥
브라이언 스테파넥(Brian Stepanek, 1971년 2월 6일 ~ )은 미국의 배우이다.

## 출연 작품
- 그린 북 - 그레이엄 킨델 역